# Rolando Perez

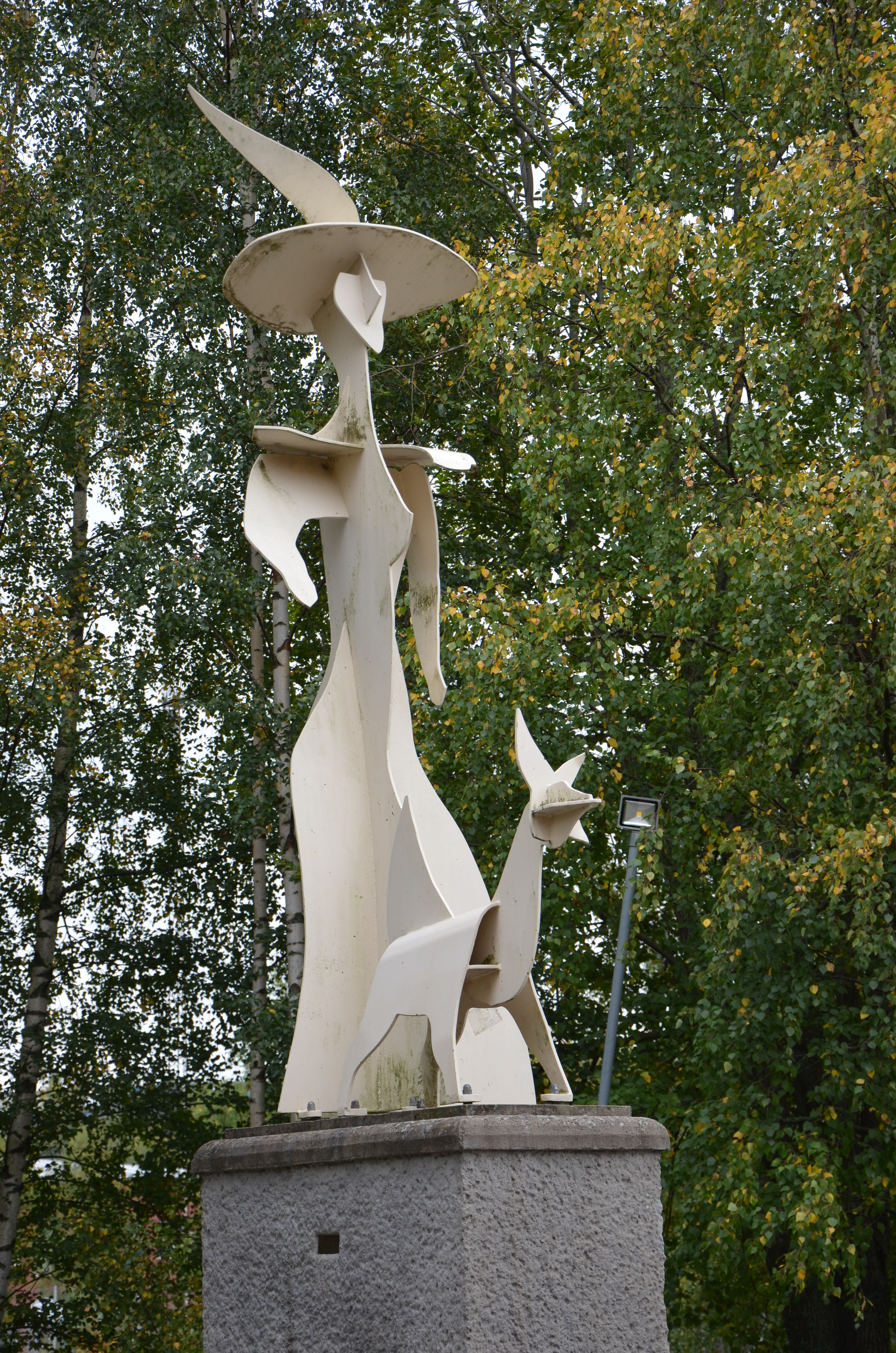
Damen med hunden i Flemingsberg

Rolando Pérez Narvaez, född 17 november 1947 i San Antonio i Chile, är en svensk konstpedagog och skulptör.
Rolando Pérez utbildade sig till bildlärare 1969–1973 på "Escuela de Bellas Artes" i Santiago de Chile. Han flydde från Chile till Argentina efter militärkuppen i september 1973. Ett år senare flyttade han till Sverige och studerade 1976–1980 bildpedagogik på Konstfack i Stockholm. Han undervisade till 2013 på Kulturskolan i Södertälje.
Han är gift med konstnären och -läraren Annika Olsson Pérez. 

## Offentliga verk i urval
- Coquistadorer, 1987, Karlberga sjukhus, Södertälje
- Fjärilar, Barnavårdscentralen, 1992 Salem
- Damen med hunden, 1991, stålplåt, Flemingsberg i Huddinge kommun[2]
- Offergåva till gudarna, installation, 1993, Södertälje stadsbibliotek
- Musikanten, rostfritt stål, 1998, Warszawa i Polen
- Takdekoration, tyg, 1998, kafé Blå Rummet i Södertälje stadsbibliotek (tillsammans med Annika Olsson Pérez)